# Купер-Юнион
Ку́пер-Ю́нион (англ. Cooper Union; полностью — англ. The Cooper Union for the Advancement of Science and Art) — частное учебное заведение (колледж), расположенное в Купер-сквере района Ист-Виллидж на Манхэттене, Нью-Йорк. Колледж делится на три учебных заведения: Школа архитектуры Ирвина Чейнина (англ. Irwin S. Chanin School of Architecture, Школа искусств (англ. School of Art) и Инженерная школа Альберта Неркена (англ. Albert Nerken School of Engineering).

## История
Купер-Юнион был основан в 1859 году американским промышленником Питером Купером, который был изобретателем, успешным предпринимателем и одним из богатейших бизнесменов в США. Одним из его желаний было дать возможность талантливым молодым людям получить хорошее образование в заведении, которое было бы доступным и бесплатным для всех.

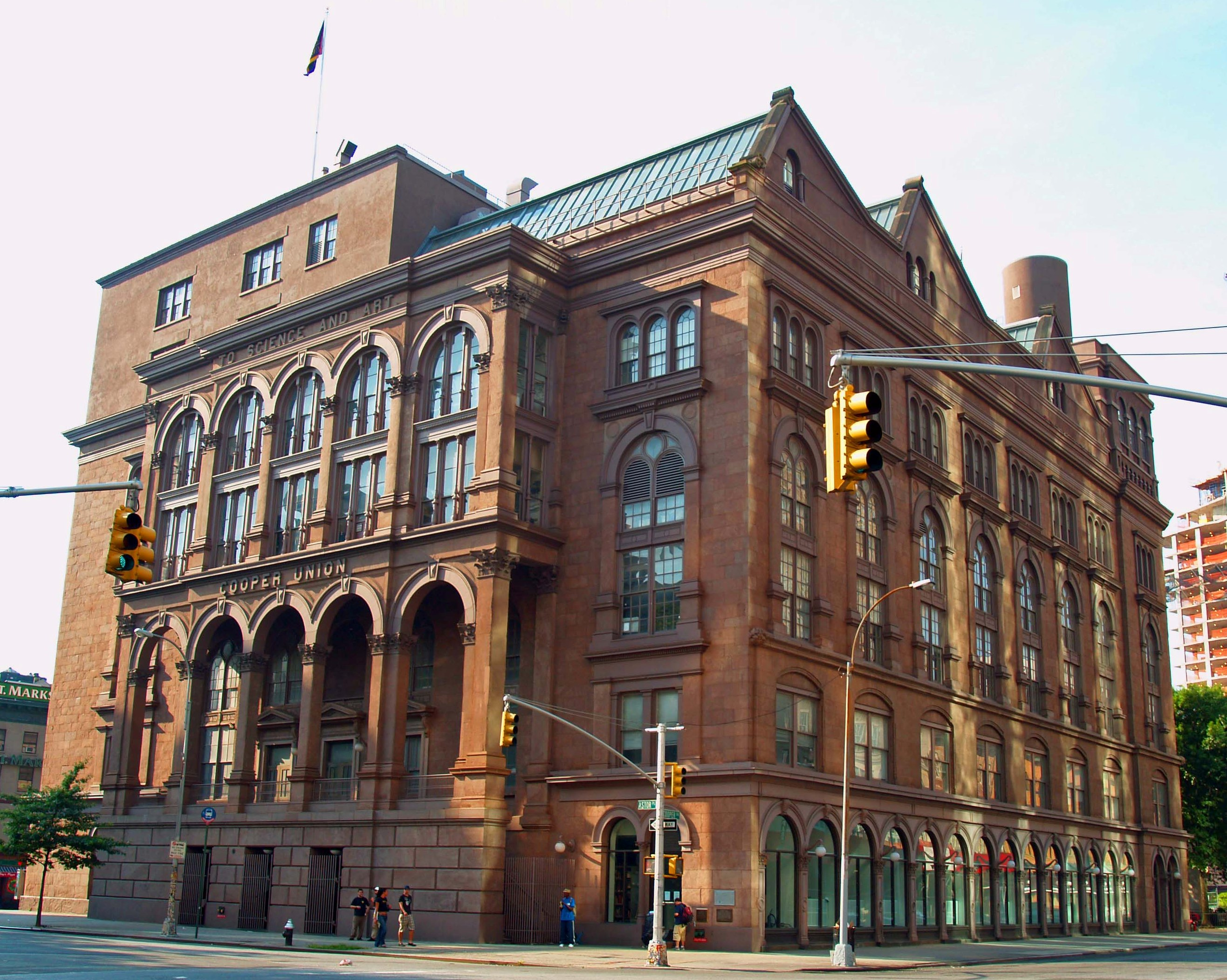
Первое здание колледжа

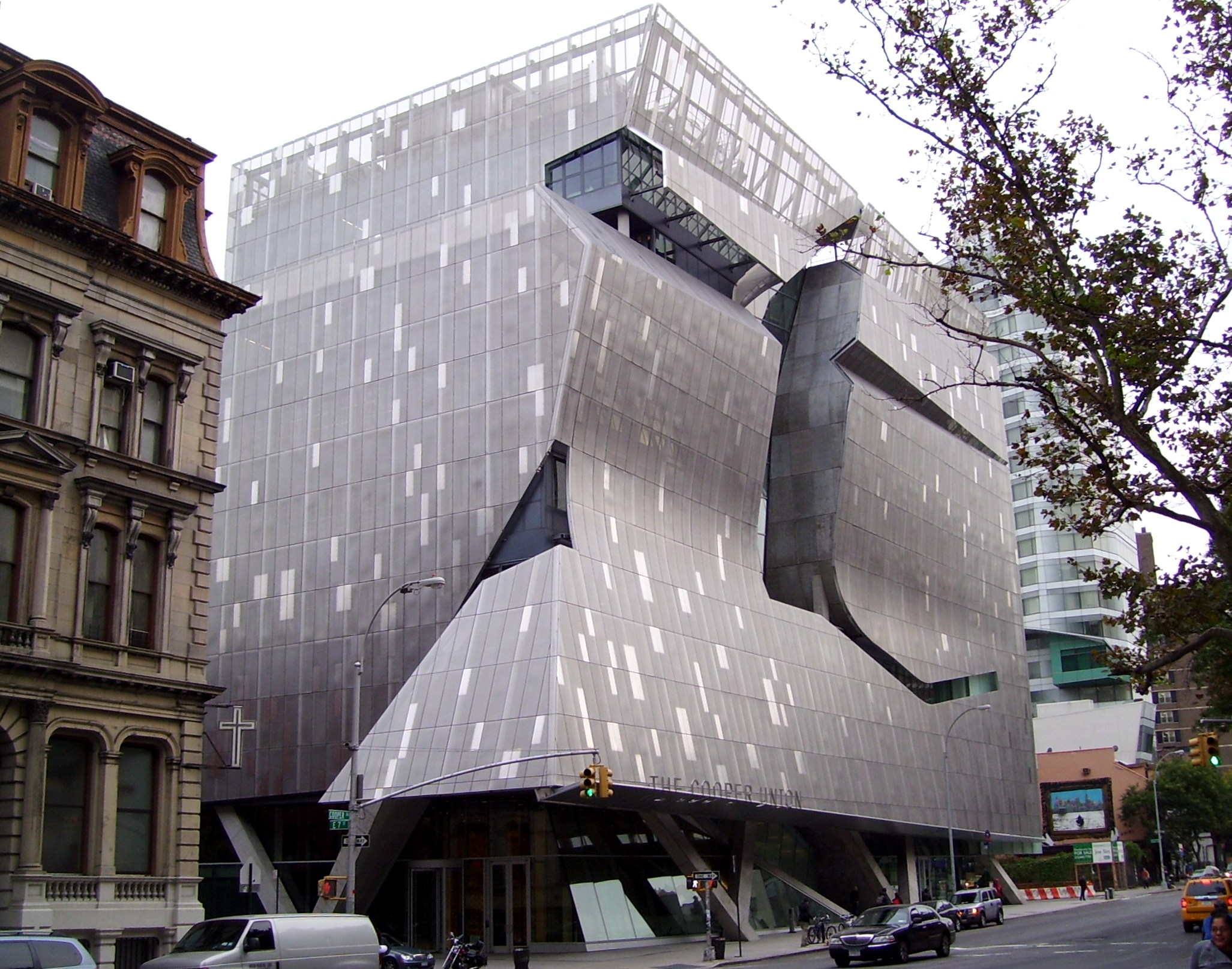
Одно из новых зданий

Первоначально называвшееся просто Юнион (англ. The Union), учебное заведение занималось бесплатным образованием взрослых в вечерних классах по прикладным наукам и архитектурной графики, в том числе и для женщин — по фотографии, телеграфии, машинописи и стенографии. В начале деятельности читальный зал колледжа был открыт круглосуточно. В 1902 году благодаря финансированию, предоставленному предпринимателем Эндрю Карнеги было начато дневное инженерное образование. Членами Совета директоров Купер-Юнион являлись Daniel Fawcett Tiemann, John Edward Parsons, Хорас Грили и Уильям Брайанта, позже в него были включены Огастес Сент-Годенс, Томас Эдисон и Уильям Фрэнсис Диган (англ. William Francis Deegan).
Бесплатные классы Купер-Юнион были важной вехой в американской истории и прообразом того, что сейчас называется методом непрерывного образования, преобразовавшись в три школы — Irwin S. Chanin School of Architecture, School of Art и Albert Nerken School of Engineering. Мечта Питера Купера об образовании «на уровне лучших» стала реальностью. С 1859 года в колледже было воспитано тысячи художников, архитекторов и инженеров, ставших лидерами в своих областях деятельности.
Начиная с 1864 года было несколько попыток объединить Купер-Юнион и Колумбийский университет, но они так и не реализовались. В 1897 году как часть Купер-Юнион был основан музей Cooper Hewitt, Smithsonian Design Museum, в образовании которого участвовали правнучки Питера Купера — Сара, Элинор и Эми Хьюитт.